# Els Setze Jutges
Els Setze Jutges (que en español significa Los Dieciséis Jueces) fue un grupo de cantantes catalanes fundado en 1961 por Miquel Porter i Moix, Remei Margarit y Josep Maria Espinàs. El nombre proviene del trabalenguas en catalán, «setze jutges d'un jutjat mengen fetge d'un penjat», que se puede traducir como «dieciséis jueces de un juzgado comen hígado de un ahorcado», denominación que nació de un cierto espíritu irónico y como reivindicación porque dicho trabalenguas resulta difícilmente pronunciable para aquel que no tiene el catalán como lengua materna.

## Los 16 componentes
Los integrantes del grupo fueron al principio aficionados que tenían sus respectivas profesiones; algunos de ellos se profesionalizaron más tarde. El propósito de todo el grupo fue el de impulsar el movimiento de la Nova Cançó y normalizar el uso del catalán en el mundo de la música moderna. Empezaron con canciones propias y con versiones de cantantes franceses, en especial de Georges Brassens. Algunos de ellos (Joan Manuel Serrat, Guillermina Motta, Maria del Mar Bonet, Francesc Pi de la Serra, Rafael Subirachs o Lluís Llach, entre los más conocidos) continuaron cantando, pero otros fueron incorporándose a sus profesiones y dejaron la canción. El cantautor valenciano Raimon también estuvo vinculado al movimiento de Els Setze Jutges en el inicio de su carrera, contribuyendo especialmente al movimiento de la Nova Cançó. El círculo se fue ampliando con la llegada de otros artistas. Incluyendo a los tres fundadores, y por orden cronológico, los «jueces» acabaron siendo los siguientes:
- Miquel Porter i Moix
- Remei Margarit
- Josep Maria Espinàs
- Delfí Abella
- Francesc Pi de la Serra
- Enric Barbat
- Xavier Elies
- Guillermina Motta
- Maria del Carme Girau
- Martí Llauradó
- Joan Ramon Bonet
- Maria Amèlia Pedrerol
- Joan Manuel Serrat
- Maria del Mar Bonet
- Rafael Subirachs
- Lluís Llach.

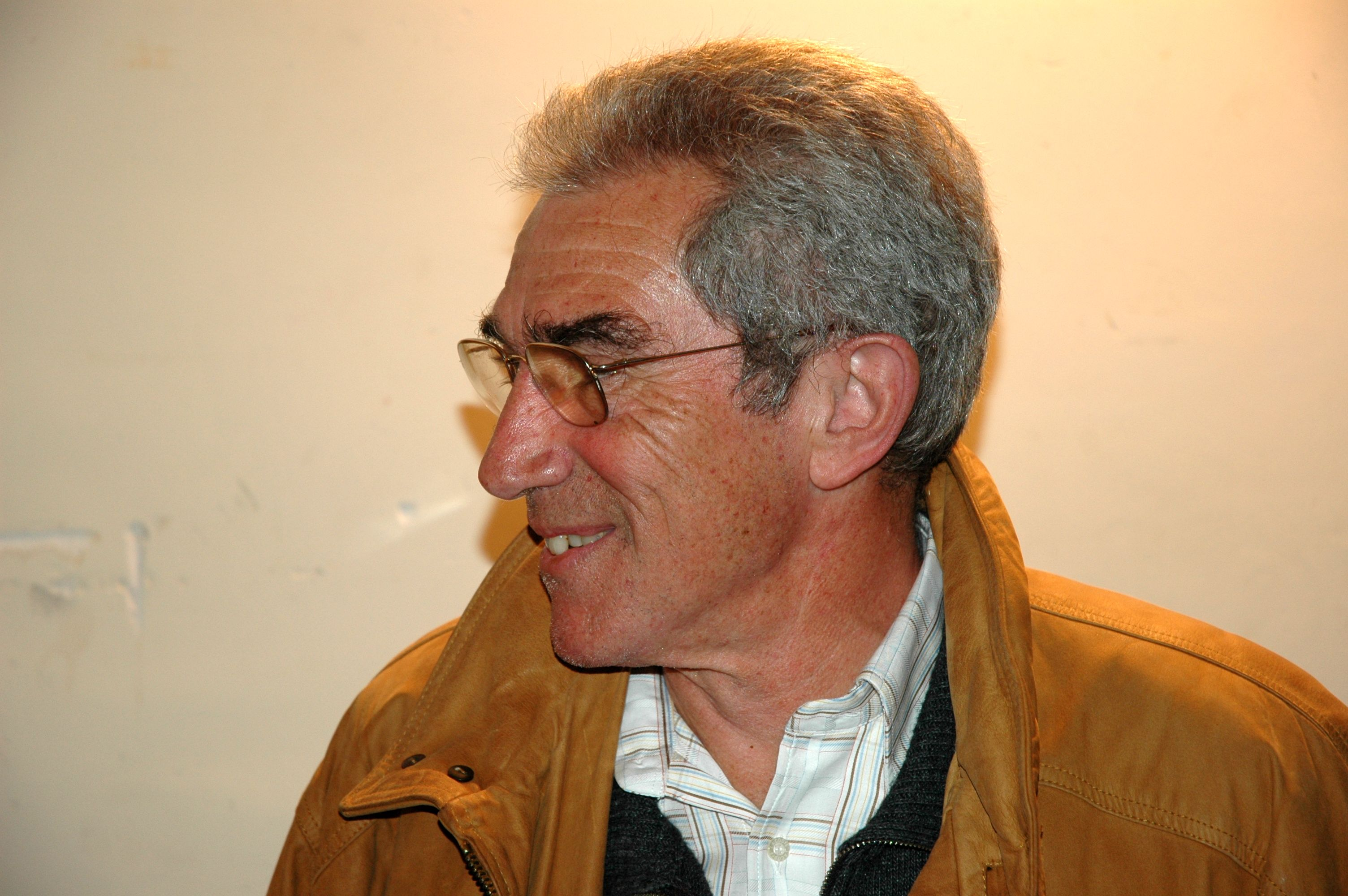
Xavier Elies.

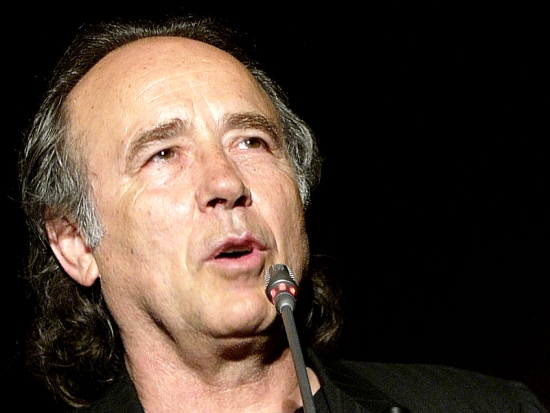
Joan Manuel Serrat.

El día 13 de abril de 2007, Els Setze Jutges recibieron la Medalla de Honor del Parlamento de Cataluña por su contribución a la cultura y lengua catalana.
Este movimiento se desarrolló de forma paralela a otros similares en otras zonas de España, como  Ez Dok Amairu en el País Vasco o el Manifiesto Canción del Sur en Andalucía.